# Tilda Swinton
Katherine Mathilda Swinton (London, Velika Britanija, 5. studenog 1960.)  američko-britanska je filmska i kazališna glumica, dobitnica Oscara za najbolju sporednu glumicu za 2007. godinu.

## Životopis

### Mlade godine
Tilda Swinton se rodila kao dijete Judith, Australke, i Sir Johna Swintona, generala škotske garde. Odrasla je uz troje braće u Britaniji, a dijelom i u Njemačkoj, gdje je njen otac bio neko vrijeme smješten. Obitelj Swinton se spominje kao (navodno) najstarija obitelj u Škotskoj i Engleskoj. Tilda je pohađala West Heath srednju školu za djevojke (istu školu koju je svojedobno pohađala Diana, princeza Walesa) a zatim Fettes fakultet, kojeg je napustila. Godine 1983. je završila Cambridge sveučilište, s diplomom iz političkih i društvenih znanosti.

### Karijera
Swinton je radila u Traverse kazalištu u Edinburghu i u Royal Shakespeare Company, prije nego što je počela karijeru na filmu u 1980-ima. Godine 1986. je nastupila u svojem prvom filmu, biografskoj drami Caravaggio. Što se tiče umjetnosti, uvijek je bila buntovna. S obzirom na svoj androgin izgled, u par je navrata glumila muškarca; Mozarta u Puškinovom Mozartu i Salieriju, ženu koja glumi svojeg preminulog supruga tijekom 2. svjetskog rata u filmu Man to Man, te u fantaziji Orlando, filmskoj adaptaciji romana Virginije Woolf. Udružila se s redateljem Derekom Jarmanom, nastupivši u nekoliko njegovih filmova, od spomenutog Caravaggija preko Vrta pa sve do njegovog posljednjeg filma Plavo, nakon kojeg je ovaj preminuo od AIDS-a. Njegova smrt je ostavila dubok trag u njenom životu. 
Najpoznatiji eksperimentalni nastup je ostvarila 1995. s The Maybe, u kojem je 8 sati na dan spavala u Serpentine galeriji u Londonu na uvid publici, i to tako tjedan dana, a pojavila se i u glazbenom spotu za grupu Orbital. S vremenom je Tilda započela nastupima u nezavisnim, eksperimentalnim filmovima, kao što su Ženske perverzije i Mogući svjetovi. Za triler Duboki kraj, u kojem je glumio i Goran Višnjić, nominirana je za Zlatni globus te je pobrala nagrade kritike. Nastupila je i u satiri Adaptacija, koju je napisao Charlie Kaufman, a koja je također ostala zapamćena. Za nastup u kontroverznoj erotskoj drami Mladi Adam, u kojoj se razodjenula, osvojila je nagradu BAFTA. Godine 2005. je ostala osobito zapamćena u nezvisnoj drami Slomljeno cvijeće Jima Jarmuscha i u hitu Narnijske kronike: Lav, vještica i ormar.
Dana 24. veljače 2008. Tilda Swinton je dobila Oscara za najbolju sporednu glumicu za ulogu u filmu Michael Clayton.
Živi u gradu Nairnu na sjeveru Škotske. Provela je dvije godine u Keniji i Južnoj Africi kao dobrovoljni radnik u dječjoj školi. Dio godine živi s nevjenčanim suprugom, umjetnikom Johnom Byrneom, s kojim ima dvoje blizanaca, Xaviera i Honor Byrne, a drugi dio godine s mlađim novozelandskim slikarom Sandrom Koppom.

## Izabrana filmografija
- 1987. - Smrt prijateljstva
- 1989. - Ratni rekvijem
- 1990. - Vrt
- 1992. - Orlando
- 1993. - Plavo
- 1996. - Ženske perverzije
- 1999. - Ratna zona
- 2000. - Žal
- 2001. - Nebo boje vanilije
- 2003. - Duboki kraj – nominacija za Zlatni globus
- 2002. - Adaptacija
- 2003. - Mladi Adam
- 2005. - Slomljeno cvijeće
- 2005. - Narnijske kronike: Lav, vještica i ormar
- 2007. - Michael Clayton - Oscar za najbolju sporednu glumicu; BAFTA za najbolju sporednu glumicu
- 2008. - Julia
- 2008. - Narnijske kronike: Princ Kaspijan
- 2008. - Spaliti nakon čitanja
- 2008. - Neobična priča o Benjaminu Buttonu
- 2009. - Granice kontrole
- 2013. - Samo ljubavnici preživljavaju

## Vanjske poveznice
|  | Zajednički poslužitelj ima stranicu o temi Tilda Swinton |

- Tilda Swinton u internetskoj bazi filmova IMDb-u (engl.)
- Tilda Swinton fan site  Arhivirana inačica izvorne stranice od 8. veljače 2007. (Wayback Machine)
- Govor na ZF filmfestu 2006.  Arhivirana inačica izvorne stranice od 9. rujna 2006. (Wayback Machine)
- Intervju za The Guardian